# Arafah
Arafah is een bestuurslaag in het regentschap Aceh Selatan van de provincie Atjeh, Indonesië. Arafah telt 795 inwoners (volkstelling 2010).